# Osatnik
Osatnik (znanstveno ime Vanessa cardui) je dnevni metulj iz družine pisančkov.

## Opis
Ta vrsta dnevnih metuljev je ena najbolj razširjenih, saj živi na vseh kontinentih razen Antarktike in Južne Amerike.
Jajčece metulja je zeleno, drobno in na pogled podobno kristalčku sladkorja, razvije pa se v treh do petih dneh po tem, ko ga samica odloži na rastlino. Gosenica se razvija od 7 do 11 dni, nato pa se zabubi. Med rastjo se gosenica zaradi hitre rasti nekajkrat levi. Iz bube se po 7-11 dneh razvije odrasel metulj, ki čez krila doseže med 5 in 6 cm. Značilno za osatnike je, da so selilci, ki v svojem življenju lahko preletijo tudi do 1500 km. V Slovenijo priletijo iz severne Afrike junija in letajo do oktobra.
- Vanessa cardui
- △  Vanessa cardui

## Rastline gostiteljice
Osatnik je tesno povezan z nebinovkami. Najpogosteje se zadržuje na kodrastem bodaku (Carduus crispus), s katerim se tudi najraje hranijo gosenice osatnika. Po latinskem imenu te rastline je osatnik dobil tudi del svojega znantvenega imena. V Sloveniji se osatnik najraje zadržuje v okolici različnih vrst osata, po čemer je dobil slovensko ime. Poleg tega se gosenice hranijo tudi z drugimi rastlinami iz družin srholistnic, slezenovk in metuljnic. Odrasli metulji se hranijo z nektarjem različnih rastlin.